# Dynastia Shang
Dynastia Shang (chiń. 商朝; pinyin Shāng cháo) lub Yin (chiń. 殷代; pinyin Yīn dài) – pierwsza historycznie potwierdzona dynastia panująca w Chinach, która panowała na północnym wschodzie Chin właściwych w dolinie Rzeki Żółtej od około 1600 p.n.e. do 1046 p.n.e. Była następczynią na wpół legendarnej dynastii Xia i poprzedzała dynastię Zhou. 
Z czasów dynastii Shang pochodzą odkrywane od końca XIX w. inskrypcje na rytualnych naczyniach z brązu oraz wróżebne inskrypcje na zwierzęcych kościach (lub skorupach żółwich）. 
Zaczęto wówczas stosować kalendarz księżycowy, łączony z rokiem słonecznym – 12 miesięcy po 29 lub 30 dni, co 12 lat rok przestępny z 13 miesiącami. Dni i lata naznaczano za pomocą systemu 12 „ziemskich gałęzi” i 10 „niebiańskich pni”.
Chiny stanowiły za rządów Shangów konglomerat plemion, których królowie posiadali władzę polityczną i religijną. Obejmowały one łącznie obszar Niziny Chińskiej i środkowych Chin, pomiędzy dolnym i środkowym biegiem rzek Huang He i Jangcy. Obecnie jest to teren prowincji: Henan, Hubei, Shanxi, Shaanxi, Shandong, Anhui.
Rozkwit państwa przypadł na XIII wiek p.n.e. Budowano liczne miasta, rozpowszechniło się stosowanie brązu, powstało pierwsze pismo piktograficzne. Najważniejszą warstwę społeczną stanowili arystokraci-wojownicy. Podstawową siłą bojową były dwukonne rydwany bojowe, wspierane przez trzydziestoosobowe oddziały piechoty. Uzbrojenie stanowiły siekiery, halabardy i noże wykonane z brązu.
Dynastię Shang pokonał w 1045 (lub 1046) r. p.n.e. w bitwie pod Muye król Wu ustanawiając nową dynastię, Zhou.

## Tradycyjne przekazy historii dynastii
Wiele chińskich ksiąg klasycznych wspomina wydarzenia z czasów dynastii Shang; czyni to m.in. Księga Dokumentów, księga Mencjusza czy Komentarze Zuo. Na podstawie zachowanych dokumentów, wielki historyk z czasów dynastii Han, Sima Qian, skompilował chronologiczny opis wydarzeń z czasów shangowskich, w ramach swoich Zapisków historyka, opisując niektóre okresy szczegółowo, czasem zaś podając jedynie imię panującego. Kronika bambusowa podaje zbliżony, aczkolwiek nie identyczny opis. Tekst Kroniki pochodzi sprzed 296 r. p.n.e., ale jego autentyczność jest dyskutowana, ponieważ oryginał uległ zniszczeniu, a do czasów dzisiejszych zachowały się jedynie fragmenty cytowane przez innych historyków, żyjących wiele wieków później. Hanowscy historycy mieli bez wątpienia dostęp do wielu później zaginionych dokumentów, łącznie z annałami dworu Song, potomków rodu królewskiego Shang, ale już wcześniejszy od nich Konfucjusz zauważał braki w tych dokumentach, uniemożliwiające pełną rekonstrukcję.
Sima Qian używa nazwy Yīn (殷) – rozdział poświęcony Shangom to Roczniki Yin (chiń. upr. 殷本纪; pinyin Yin benji), podobnie czyni Kronika bambusowa, tym samym mianem określając także ostatnią stolicę dynastii. Prawdopodobnie była to nazwa jaką używali Zhou na poprzedzającą dynastię, ponieważ zachowane dokumenty shangowskie (kości wróżebne) używają wyłącznie nazwy „Shang”. Jej pochodzenie jest nieznane, może odnosić się do geograficznej lokalizacji centrum dynastii. Tradycyjny pogląd, jakoby „Shang” odnosiło się do wcześniejszego okresu, przed przeniesieniem stolicy do Yin, nie ma potwierdzenia w źródłach.

## Miasta dynastii Shang
Charakterystyczną cechą kultury tego okresu jest istnienie wielkich miast, stanowiących centra polityczne i religijne. Przykładowo, shangowskie wały miejskie Zhengzhou miały długość 22 km, były grube na 18, a wysokie na 9 m. Ich budowa wymagała mobilizacji wielu tysięcy robotników na okres 10–12 lat, co dowodzi umiejętności mobilizacji i zarządzania wielkimi masami ludzi. Miasta nie były tak liczne jak w Mezopotamii, ale były rozbudowane: w ich centrum znajdowały się pałace, świątynie i ołtarze, wznoszone na tarasach z ubitej ziemi. Dookoła były domy rzemieślników, potem uboższych mieszkańców i wreszcie tereny cmentarne.

## Wyroby z brązu
W czasach dynastii Shang szczególnie rozwinęła się sztuka wykonywania brązów. Odlewnicy wytwarzali głównie naczynia o przeznaczeniu sakralnym, broń (oszczepy, siekiery, halabardy, noże) oraz sprzęt do rydwanów dwukonnych, które pojawiły się w Chinach około 1200 roku p.n.e. Dwór królewski i arystokracja wymagała ogromnej liczby naczyń dla celów ceremonialnych i wydarzeń religijnych. Istniało ponad 50 rodzajów naczyń – większość wzorów znajdujących się na nich posiadała znaczenie religijne (dotyczyło to w szczególności mitycznych smoków). Przeznaczone były na wodę, wino i żywność potrzebne do obrządków kultu przodków.